# プレデター:ザ・プレイ
『プレデター:ザ・プレイ』（原題：Prey）は、ダン・トラクテンバーグが監督を務めるSFアクション・ホラー映画。『プレデター』シリーズの第5弾となる。シリーズの他の作品の前日譚となり、プレデターの地球で最初の狩猟が描かれる。2022年8月5日に、アメリカではHuluで、ラテンアメリカではStar+で、それ以外の国ではDisney+で配信された。

## あらすじ
1719年のグレートプレーンズで、治療師として訓練を受けたコマンチ族の若い女性ナルは、兄タアベのような戦士になることを夢見る。愛犬のサリーとともに鹿を狩っている時、プレデターの宇宙船を目撃し、サンダーバードだと思う。村では戦士がピューマに連れ去られ、捜索チームが組織される。ナルは治療師として参加を許される。チームは怪我をした戦士を見つけて帰るが、タアベはピューマを殺すために残る。ナルは大きな足跡と切り刻まれた蛇を見つける。パアカとともに戻り、タアベと三人でピューマに罠を仕掛けるが、パアカは殺される。ナルは木の上でピューマと対決するが、不思議な音と光に気を取られ、木から落ちて気を失う。村で目を覚まし、タアベに運ばれたと聞かされる。タアベはピューマの死骸をもって村に戻り、部族長となる。ナルは何らかの大きな脅威が存在すると信じてサリーと出かける。皮を剥がれて放置されたバッファローを見つける。底なし沼にはまり、何とか抜け出す。グリズリーに襲われて必死に生き延びるが、プレデターがグリズリーをナルの目の前で殺す。ナルは逃げて自分を探していたコマンチのチームに出会う。プレデターはチームを襲い、全員を殺すが、罠にはまって身動きの取れないナルは脅威とみなされずに見逃される。
バッファローを殺したフランス人のグループが罠を調べにやってきてナルを捕らえ牢に入れる。フランス人は通訳のラファエル・アドリーニを通じ、プレデターのことをナルから聞き出そうとする。フランス人はタアベも捕らえ、兄妹を木に縛り付ける。プレデターはフランス人のほとんどを殺し、兄妹は逃げる。ナルは足を切断されたラファエルに会い、傷の手当と引き換えにピストルを得る。ナルは体温を下げて出血を抑える薬草を飲ませる。プレデターがやってきて、死んだふりをしたラファエルに当初は気づかないが、踏まれたラファエルが声をあげたために察知して殺す。ナルはプレデターが体温を感知するのだと推測する。
タアベが馬に乗りナルを救いに戻る。二人はプレデターと戦い怪我を負わせるが、タアベは殺される。ナルは別のフランス人の男に出くわす。ナルは男を気絶させて足を切り落とし、装填されてない銃を与えておとりにし、自分は体温を下げる薬草を飲んでプレデターに気づかれないよう見張る。ピストルでプレデターを撃ち、マスクを落として盗む。男から切り取った足でプレデターを誘い、底なし沼に誘い込む。マスクがプレデターの打ち出す矢を誘導していることを先に目撃しており、マスクを底なし沼で身動きの取れないプレデターに向けておいて矢を撃たせ、戻って来た自分の矢で殺す。ナルはプレデターの緑の蛍光色の血で顔をペイントして村に戻り、切り落としたプレデターの頭とピストルを戦利品にして持ち帰り、部族長となる。

## キャスト
※括弧内は日本語吹替。
- ナル - アンバー・ミッドサンダー（田村睦心[2]）
  - プレデターから部族を守るコマンチ族の戦士の若い女性[3]。
- タアベ - ダコタ・ビーバース（林勇[2]）
  - ナルの兄で熟練した戦士。
- プレデター - デイン・ディリエグロ（英語版）
- アルカ - ミシェル・スラッシュ（関山美沙紀[2]）
  - ナルとタアベの母。
- ワサぺ - ストーミー・キップ（赤坂柾之）
  - コマンチ族の戦士。
- ラファエル・アドリーニ - ベネット・テイラー（森田了介）
  - フランス人のグループにいたイタリア人の通訳。
- イッツェ - ハーラン・キートワイト（白石兼斗）
- パアカ - コーヴィン・マック（石黒史剛）

## 製作

### 企画開発
本作は、『ザ・プレデター』（2018年）の制作中に、プロデューサーのジョン・デイヴィスがダン・トラクテンバーグと脚本家から、2016年から構想していたコンセプトを持ちかけられたことで、開発がスタートした。20世紀スタジオの前プロダクション社長エマ・ワッツは、2020年1月の辞任に先立ち、本作の開発を急ピッチで進めた。本作は、R指定の映画として構想された。
2019年12月、当初は『Skulls』のタイトル名で呼ばれていたことで本作の存在は伏せられていた。この映画は、「性別による規範や伝統に逆らって戦士になるコマンチ族の女性を描く」と伝えられていた。監督はトラクテンバーグ、脚本はパトリック・エイズンが担当する予定だった。
2020年11月、『Skulls』という作品は、実は『プレデター』シリーズ第5弾のコードネームで、同じクリエイティブ・チームが制作に携わっていることが判明した。ただし、前作の出来事との関連はないと考えられている。発表に際して、トラクテンバーグは、当初の意図として、プレデターへの言及をせずに本作を映画市場に売り出す予定だったが、フランチャイズにおける本作の位置づけが確定されたことで、もはや不可能になったと指摘している。2021年5月、アンバー・ミッドサンダーが主演に抜擢された。2021年11月12日、Disney+の日に、本作は『Prey』というタイトルで、2022年夏にHuluとDisney+のStarで世界配信されることが発表された。

### 撮影
撮影は2021年にカナダのアルバータ州カルガリーで行われる予定だった。7月、デイヴィスは、本作の撮影が正式に4分の3まで終了したことを明らかにした。9月、撮影監督のジェフ・カッターは、ダコタ・ビーバースとデイン・ディリエグロがキャスティングされたことに加え、撮影が終了したことを認めた。

## 公開
本作は、米国では2022年夏にHuluで、海外地域ではDisney+のコンテンツハブであるStarで、中南米ではStar+で公開された。

### レーティング
プロデューサーのデイヴィスは、本作について元々R指定の映画として企画されたが、PG-13指定の映画とするために多少カットされる可能性があると述べている。

## 評価
レビュー・アグリゲーターのRotten Tomatoesでは250件のレビューで支持率は93%、平均点は7.60/10となった。Metacriticでは43件のレビューを基に加重平均値が71/100となった。